# 朱楚善
朱楚善，京劇演員出身的劇作家、導演，美國公民，前台灣國立國光劇團藝術總監、導演。早年在中國上海市戲曲學校學習京劇表演藝術，工生行。後入讀上海戲劇學院，學習戲劇文學和導演專業。移民美國前，長期在上海京劇院工作，擔任演員、編劇、導演等職。他的夫人黃小蝶（基督徒）是京劇名小生黃正勤的女兒，京劇旦行黃派開創人黃桂秋的孫女，工旦行。在台灣的導演作品有《牛郎織女天狼星》（朱紹玉編腔作曲指揮，李門音樂負責，蘇煥學打擊樂指導，2001年）等。
| 前任： 貢敏 | 國立國光劇團藝術總監 1999年－2000年 | 繼任： 朱芳慧 |